# Gruta Canabrava
Gruta Canabrava é uma caverna de calcário que mede cerca de 5.500 metros de comprimento, localizada no município de Santana, na Bahia, Brasil.